# Rafael Lapesa
Rafael Lapesa Melgar, né à Valence le 8 février 1908 et mort à Madrid le 1er février 2001, est un philologue, spécialiste de l'histoire des langues et académicien espagnol, membre de l'Académie royale espagnole et de l'Académie royale d'histoire.

## Œuvres
- Historia de la lengua española, Madrid, Escelicer, 1942, Madrid, Gredos, 1984 (9e éd.).
- Introducción a los estudios literarios, Barcelone, Rauter, 1947, Madrid, Anaya, 1992 (18e éd.).
- La trayectoria poética de Garcilaso, Madrid, Revista de Occidente, 1948, Madrid, Alianza, 1985.
- Los decires narrativos del Marqués de Santillana Discours d'entrée à l'Académie royale, Madrid, 1954.
- La obra literaria del Marqués de Santillana, Madrid, Ínsula, 1957.
- De la Edad Media a nuestros días, Madrid, Gredos, 1967.
- Poetas y prosistas de ayer y de hoy. Veinte estudios de historia y crítica literarias, Madrid, Gredos, 1977.
- Estudios de historia lingüística española, Madrid, Paraninfo, 1985.
- Garcilaso: estudios completos, Madrid, Istmo, 1985.
- De Ayala a Ayala. Estudios literarios y estilísticos, Madrid, Istmo, 1988.
- Léxico e historia, Madrid, Istmo, 1992.
- El español moderno y contemporáneo: estudios lingüísticos, Barcelone, Grijalbo-Mondadori, 1996.
- De Berceo a Jorge Guillén: estudios literarios, Madrid, Gredos, 1997.
- El dialecto asturiano occidental en la Edad Media, Séville, Université de Séville, 1998.
- Generaciones y semblanzas de claros varones y gentiles damas que ilustraron la filología hispánica de nuestro siglo, Madrid, Real Academia de la Historia, 1998.
- Estudios de morfosintaxis histórica del español, Madrid, Gredos, 2000.

## Récompenses
- 1986 :  prix Princesse des Asturies de littérature.
- 1986 : médaille d'or du mérite des beaux-arts du Ministère de l'Éducation, de la Culture et des Sports espagnol[1].
- 1998 : co-récipiendaire du prix national d'histoire de l'Espagne.
- Grand-croix de l'ordre d'Isabelle la Catholique